# Telefonzelle (Deutschland)

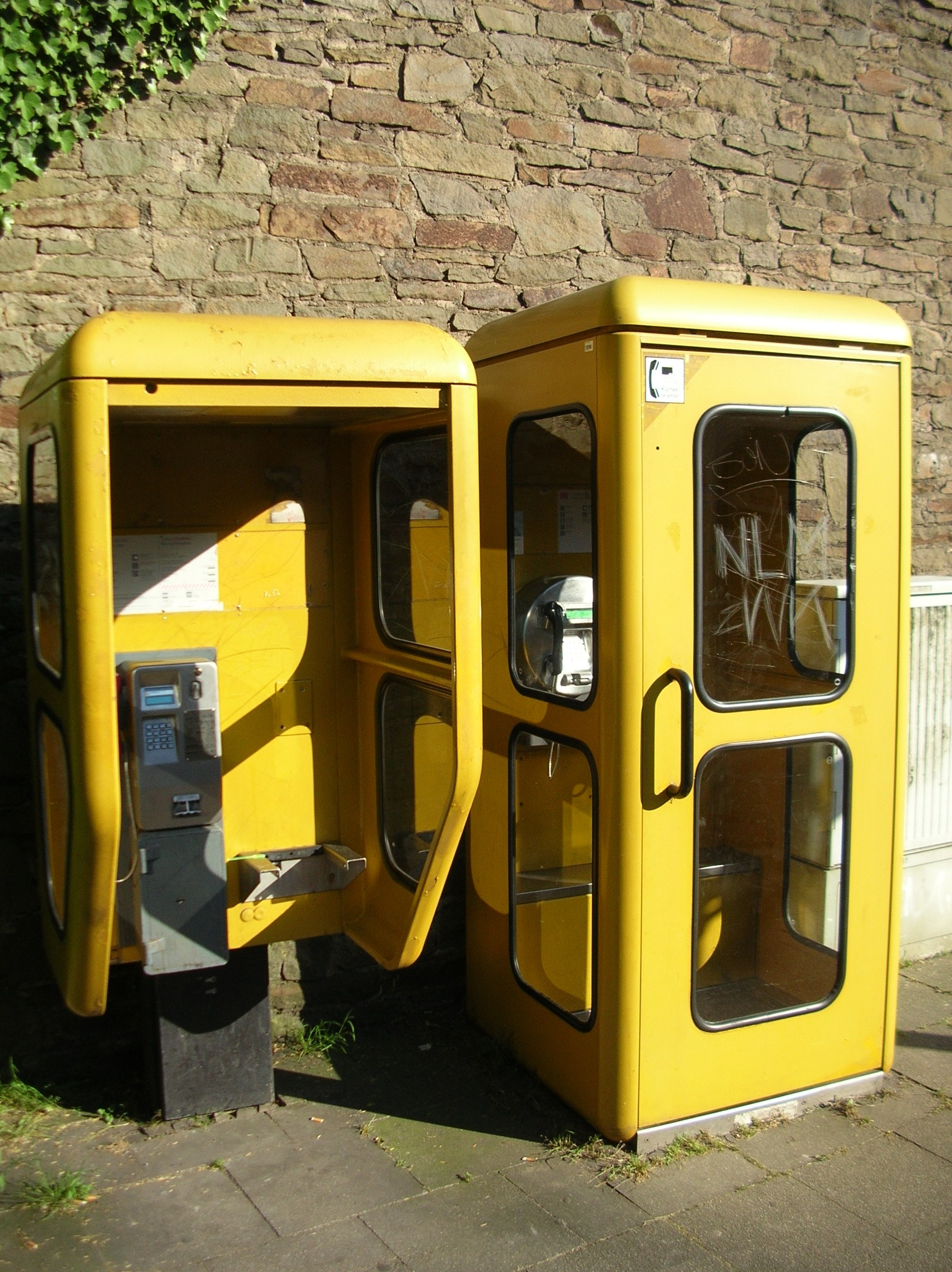
Links eine Telefonhaube TelHb82, auch für Rollstuhlfahrer geeignet, rechts ein Telefonhäuschen TelH78 aus Zeiten der Deutschen Bundespost

Eine Telefonzelle ist eine Kabine oder ein Häuschen mit einer Grundfläche von etwa einem Quadratmeter, an dessen innerer Rückwand ein Telefonapparat angebracht ist. Er wird in Deutschland als öffentlicher Fernsprecher bezeichnet und kann von jedermann genutzt werden. Die Gebühren des Telefonats werden an einem Münzfernsprecher mit Münzen, sonst mit einer Telefonkarte, Kredit- oder Geldkarte bezahlt. Telefonzellen stehen in der Regel im öffentlichen Raum. Am 21. November 2022 wurde per Fernwartung die Münzannahme deaktiviert. Bis Ende Januar 2023 konnten noch Telefonkarten benutzt werden. Bis spätestens 2025 sollen alle öffentlichen Telefonzellen in Deutschland abgebaut werden.

## Sprachgebrauch
In der Verwaltungssprache der früheren deutschen Bundespostbehörden und ihrer Nachfolgeunternehmen werden Telefonzellen als ‚Telefonhäuschen‘ (TelH) bezeichnet. Bis Anfang der 1980er Jahre lautete die amtliche Bezeichnung ‚Fernsprechhäuschen‘ (FeH). Von allseits geschlossenen, durch eine Tür zugänglichen Häuschen unterschieden werden Fernsprech- oder Telefonhauben (FeHb bzw. TelHb) in offener Bauweise sowie sogenannte Fernsprechzellen im engeren Sinn (FeZ bzw. TelZ), die sich innerhalb geschlossener Gebäude befinden. Seit der Jahrtausendwende gibt es auch Telefonsäulen (TelS). Telefonhäuschen, -hauben und -säulen stehen typischerweise im öffentlichen Raum; Telefonzellen innerhalb öffentlicher Gebäude oder Einrichtungen können sich auch im halböffentlichen oder privaten Raum befinden, sind aber öffentlich zugänglich. Im allgemeinen Sprachgebrauch in Deutschland werden zumeist alle öffentlichen Fernsprecher unterschiedslos als ‚Telefonzellen‘ bezeichnet, jedenfalls wenn sie baulich in Häuschen-, (Halb-)Kabinen- oder Zellenform ausgelegt sind oder im Fall von Telefonsäulen zumindest eine Überdachung besitzen. Öffentliche Telefone sind aber auch Taxi-Telefone, Notruftelefone (oftmals als Notrufsäule ausgeführt) und Calling-Card-Telefone (wie das Basistelefon oder verschiedene JVA-Telefone).

## Geschichte

### Anfänge 1880er Jahre

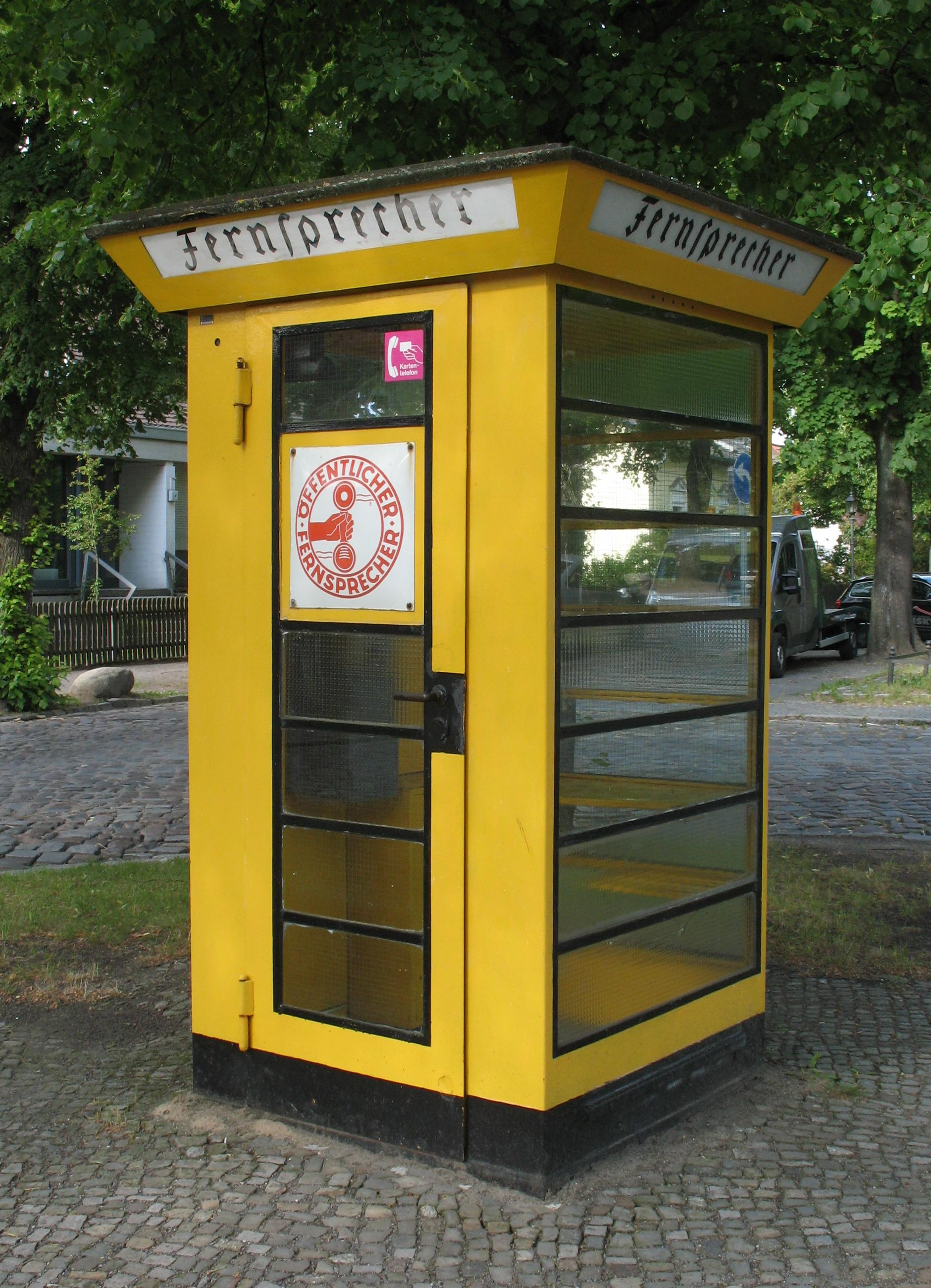
Unter Denkmalschutz stehendes Fernsprechhäuschen FeH32 in Berlin-Lübars

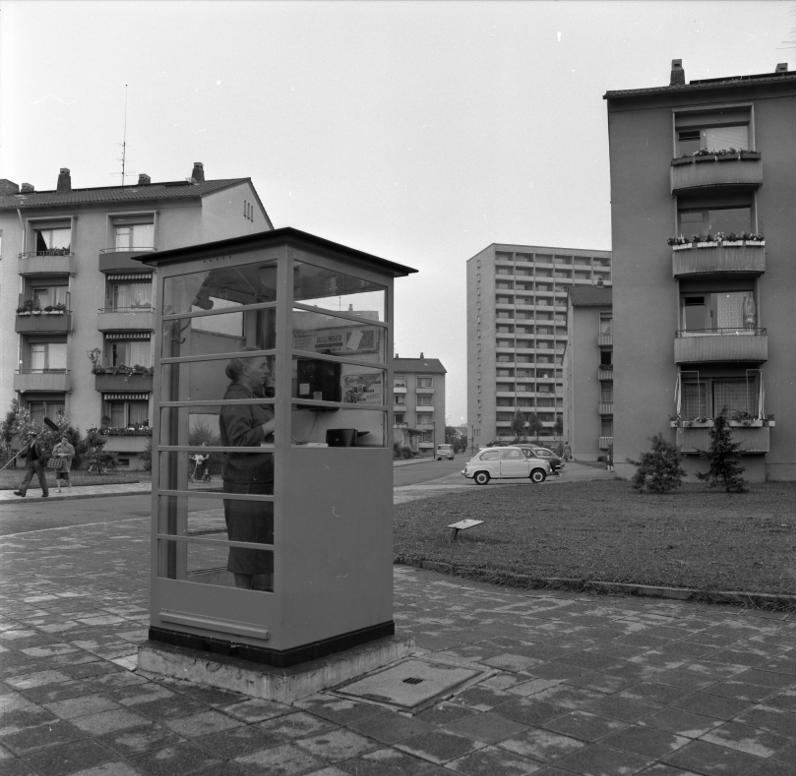
Telefonzelle in Frankfurt am Main (1961)

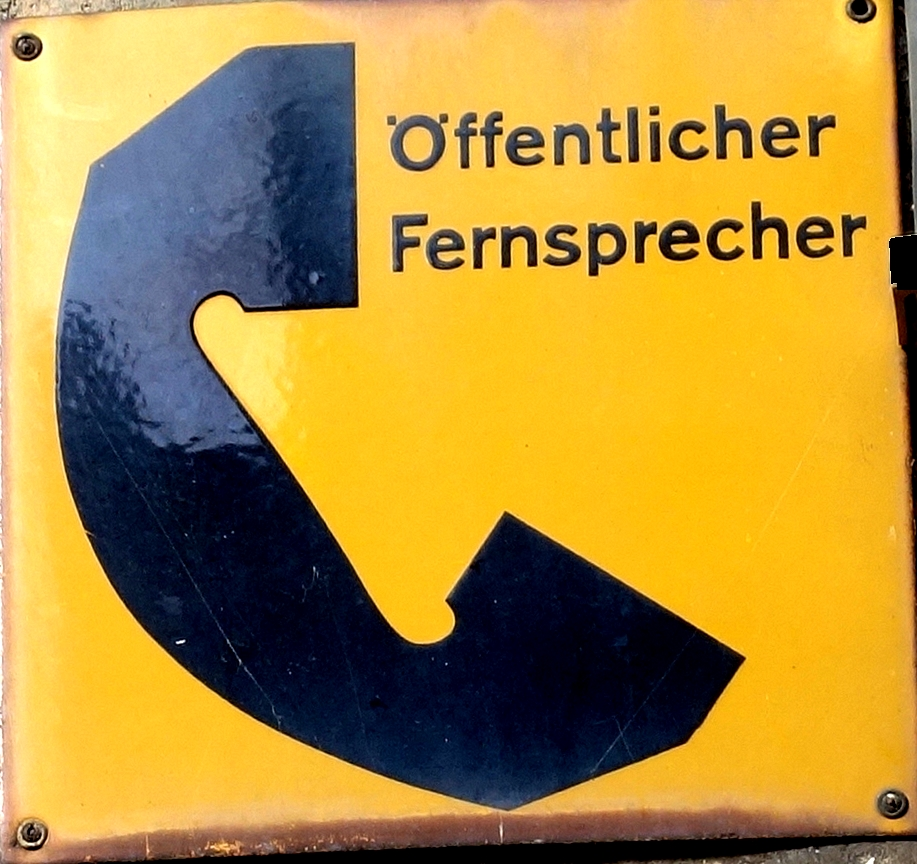
Hinweisschild auf einen öffentlichen Fernsprecher (Fünfziger Jahre)

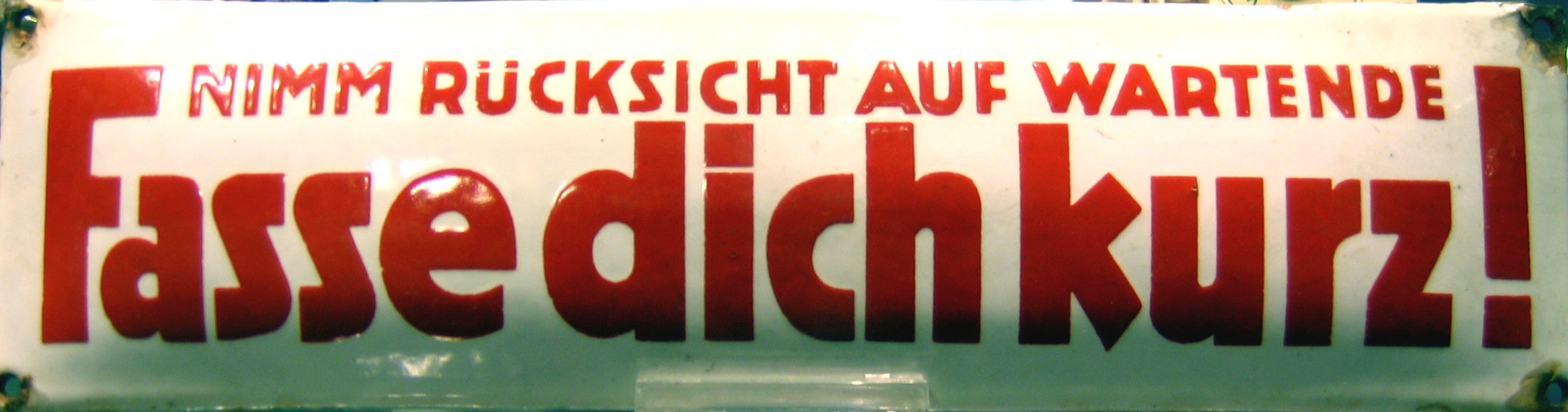
Fasse-dich-kurz-Schilder zierten bis in die 1970er Jahre deutsche Telefonzellen

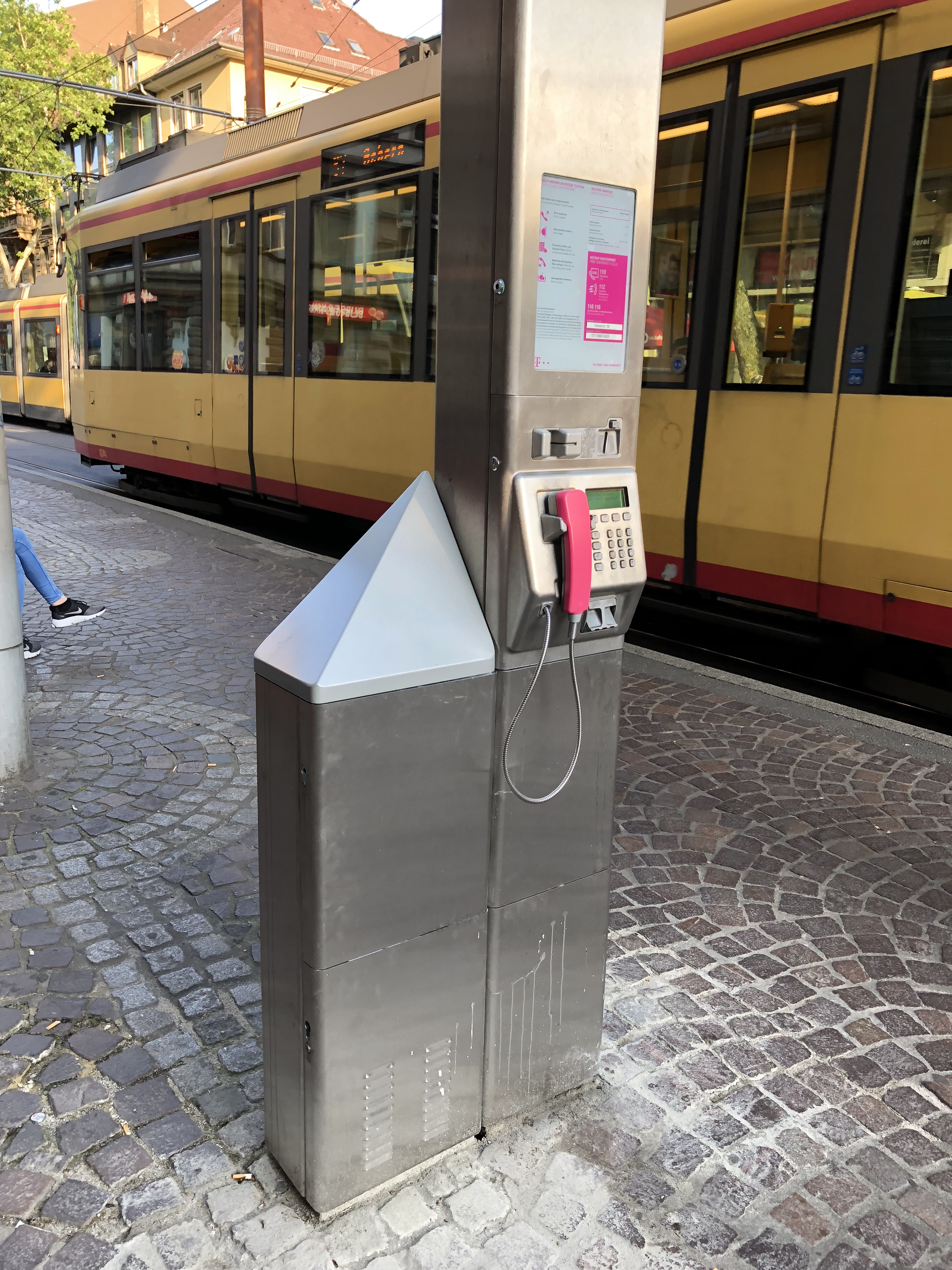
Moderne Telefonsäule mit LTE-Small-Cell-Erweiterung und WiFi-Hotspot

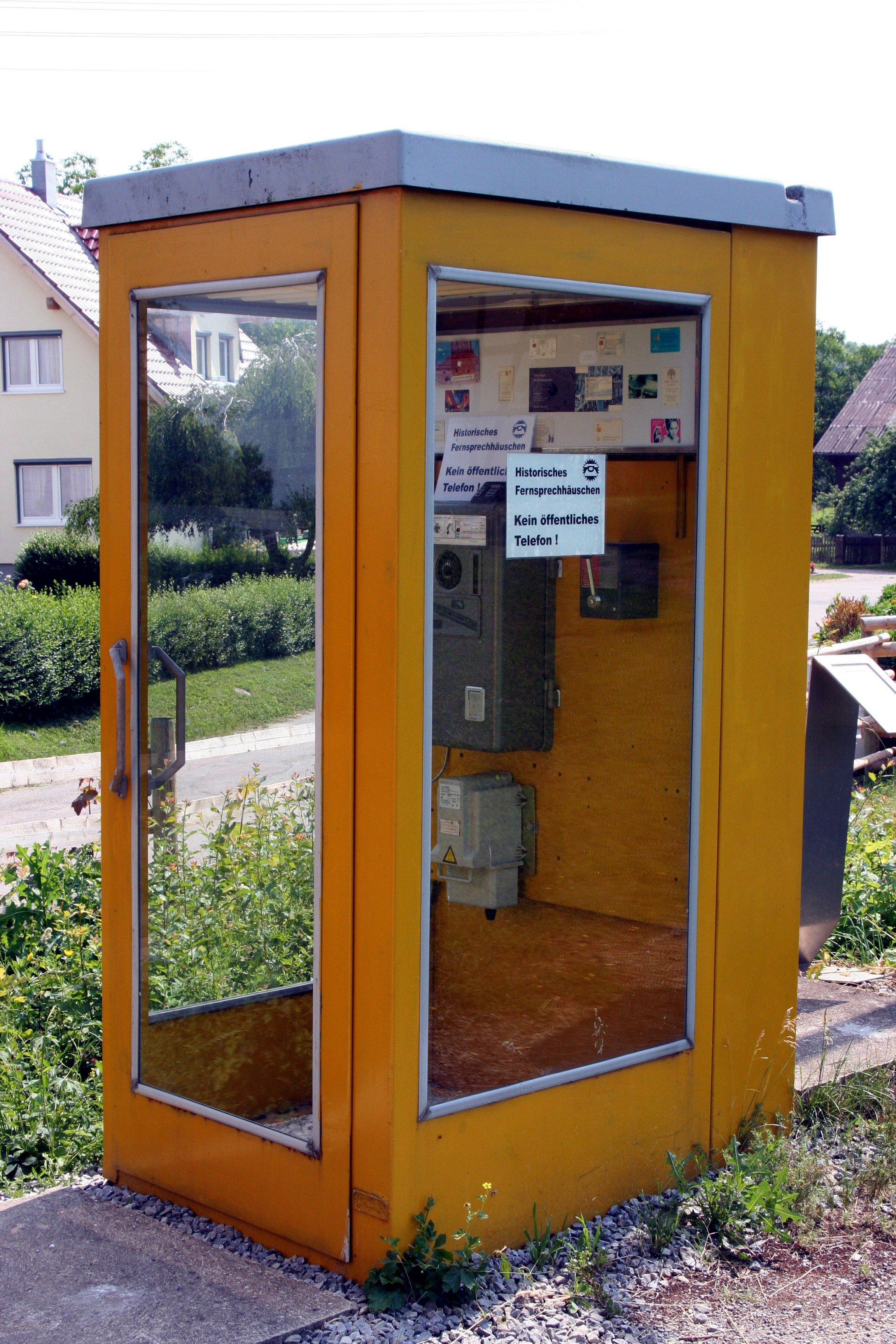
Lange Zeit verbreitete Bauart einer Telefonzelle aus den 1950er Jahren

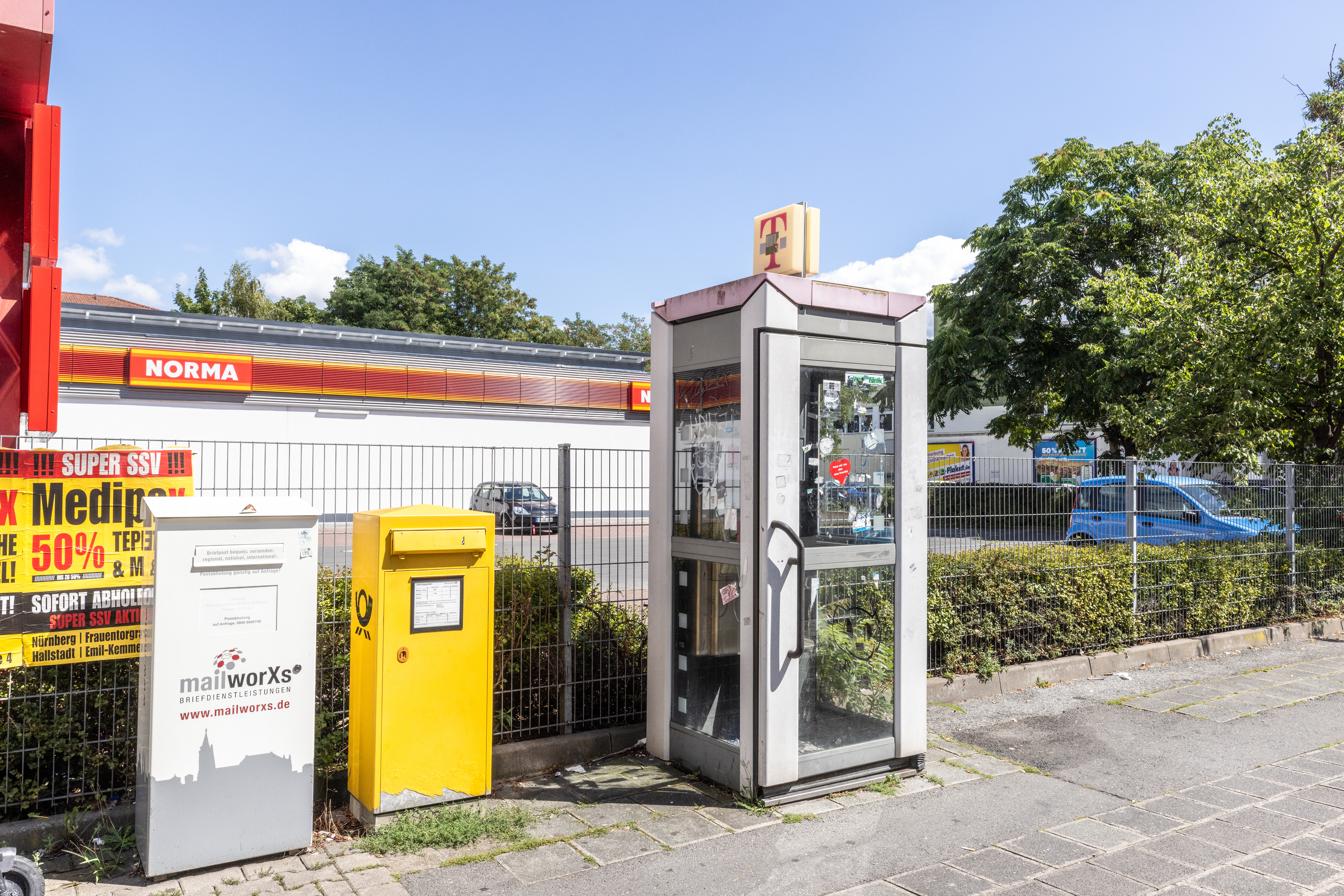
Telefonzelle der 2000er Jahre

Die erste Telefonzelle, damals noch Fernsprechkiosk genannt, wurde am 12. Januar 1881 in Berlin in Betrieb genommen. Ab 1899 gab es Münzfernsprecher, vorher wurden Telephon-Billets verkauft. Die ältesten geschlossenen Zellen befanden sich noch in Gebäuden, Postämtern, im Empfangsbereich von Hotels und gastronomischen Einrichtungen. Sie lösten kleinere, vor allem durch Raumteiler abgegrenzte Telefongelegenheiten ab, für deren Benutzung es noch keine einheitlichen Regeln gab.

### Reichspost
Ab den 1920er Jahren gehörten Telefonhäuschen mit Münzfernsprechern zum vertrauten Bild öffentlicher Plätze und Straßen. Ihre Gestaltung und Farbgebung wurde ab 1932 reichsweit normiert. Zunächst waren Blau und Gelb, ab 1934 Rot vorgeschrieben; ab 1946 wurde auf das in Westdeutschland 1951 vorgeschriebene einheitliche Gelb umgestellt. Mitte der 1990er Jahre wurde die Farbgebung dem Unternehmensdesign der Telekom entsprechend auf Weiß, Grau und Magenta geändert.
Öffentliche Telefonzellen kamen nach ihrer Einführung allgemein sehr gut an und wurden nicht nur zum Telefonieren benutzt. Sie waren auch beliebte Treffpunkte. Die in den 1930er Jahren eingeführten Modelle mit überkragendem Dach und waagerechten Tür- und Fenstersprossen prägten nach dem Zweiten Weltkrieg in beiden Teilen Deutschlands noch für lange Zeit das Bild.

### Ab 1945: Bundespost und Deutsche Post (DDR)
Die postgelbe Farbgebung war ein gemeinsames Erkennungsmerkmal in beiden deutschen Staaten.
Zum Standard-Telefonhäuschen in Westdeutschland bis weit in die 1980er Jahre wurde der 1953 eingeführte Typ FeH53 und vor allem sein unmittelbares Nachfolgemodell FeH/TelH55. Das im Vergleich mit den Vorkriegsmodellen schmucklose Häuschen mit großen, nicht unterteilten Glasfenstern in Türen und Seitenwänden bestand nach wie vor in den tragenden Teilen aus Stahlblech und konnte mit links oder rechts angeschlagener Tür geliefert werden. Ab April 1972 gab es einen Betriebsversuch mit Häuschen, die vollständig aus Kunststoff hergestellt waren. Ab 1979 wurde standardmäßig das Telefonhäuschen mit der Typenbezeichnung TelH78 eingesetzt, das vorletzte gelbe Bundespostmodell, das auch nach der Wiedervereinigung Deutschlands in den neuen Bundesländern zur Einführung kam und bis zum Ende der Telefonzellenära sehr verbreitet war. Bei dieser Bauart, die sich von den Vorgängerformen durch ihre auffällig abgerundeten Kanten und Ecken unterschied, bestanden Gehäuse und Dach wie auch Türen, Montageplatten und Schutzschränke aus glasfaserverstärktem Polyesterharz.
Das letzte gelbe Bundespostmodell war das Häuschen TelH90 Sh, das bereits nach der Wiedervereinigung im gesamten Bundesgebiet eingeführt wurde. Es war in Gelb und Weiß gestaltet und sollte sich besonders gut in historische Stadtbilder einfügen. Ein auffälliges Merkmal war das spitze, pyramidenförmige Dach. Das Modell hatte an Seitenwänden und in der Tür je acht quadratische Scheibenfenster und besaß auch Fenster an der Rückseite. Es war aus glasfaserverstärktem Polycarbonat hergestellt und wog 300 kg.
Die Gemeinde Legden im Westmünsterland hat ein Modell der Bauart FE 78 SH 2018 in die örtliche Denkmalliste eingetragen.
Ab 1983 wurden die öffentlichen Fernsprecheinrichtungen durch Neuentwicklungen ergänzt:
- barrierefreie sechseckige Telefonzellen. Per Knopfdruck öffnete sich die Tür für Rollstuhlfahrer.
- bargeldlose öffentliche Fernsprecher, sogenannte Karten-Telefone. Begonnen wurde 1983 zu Testzwecken in Frankfurt am Main mit der Ausstattung von 29 Telefonzellen; 1984 folgten Telefone in weiteren Städten, unter anderem in Aachen, Bonn und Goslar. Bis 1984 waren von 129.000 Telefonzellen ein Großteil reine Münzfernsprecher.[6] Ende der 1980er Jahre führte die Deutsche Bundespost flächendeckend Kartentelefone ein, die die Münzgeräte zum Teil verdrängten. Erst ab Ende der 1990er Jahre wurden Kombinationsgeräte (Telestation) eingesetzt, die sowohl Münzen als auch Telefonkarten akzeptierten.
- anrufbare Telefonzellen. In rund 25 Städten wurden ab 1983 über 300 Telefonzellen dergestalt nachgerüstet, dass diese auch angerufen werden konnten. Erkennbar waren solche Telefonzellen durch ein außen angebrachtes Klebepiktogramm mit dem Symbol einer Glocke, die das Gerät als anrufbar kennzeichneten; die Rufnummer war bei einigen dieser Klebepiktogramme unter dem Glockensymbol aufgedruckt oder befand sich am Bedienpiktogramm des Gerätes. Diese anrufbaren Geräte wurden postintern als „aMünzFw“ bezeichnet. Für die Nutzer ergab sich die Möglichkeit, an der Telefonzelle wartende Personen zu erreichen oder sich zu verabredeten Zeiten gegenseitig anzurufen. Teilweise wurden bestehende Münzfernsprecher auch in reine Rückruf-Telefonzellen umgewandelt, in denen nur Anrufe entgegengenommen werden konnten. Noch in der Deutschen Demokratischen Republik waren viele Telefonzellen anrufbar, sofern die Telefonnummer bekannt war. Die Anrufbarkeit der Telefonzellen konnte später technisch eingeschränkt werden. In den 1990ern wurde die Anrufbarkeit der öffentlichen Fernsprecher teilweise wieder zurückgebaut; ein Grund dafür war u. a., dass die Apparate durch ankommende Gespräche belegt waren und Sprechgäste, die selbst telefonieren wollten, das nicht konnten, was zu Verlusten bei den für den wirtschaftlichen Betrieb eines öffentlichen Telefons unabdingbaren Einnahmen führte. Zudem führte es zu Auseinandersetzungen wenn Teilnehmer einen Anruf zu einer bestimmten Uhrzeit vereinbart hatten und die Telefonzelle dann aber durch eine Dritte Person besetzt war die ihr eigenes Gespräch nicht beenden wollte um die Leitung für denjenigen, der einen Anruf erwartete, freizugeben.
- Münzfernsprecher für Hörgeschädigte. Ab 1984 wurden 2.000 Telefonzellen in Hannover und 2.500 Telefonzellen in Stuttgart versuchsweise mit Telefonhörern ausgestattet, die direkt auf das Hörgerät des Nutzers wirkten.

Bis 1984 kostete eine Gesprächseinheit in der Bundesrepublik Deutschland 0,20 DM. Zum 1. Oktober 1984 erhöhte sich der Preis je Einheit auf 0,30 DM, mit Ausnahme der ersten Einheit, die nach wie vor 20 Pfennig kostete. Dennoch blieben die Fernsprecher für die Deutsche Bundespost unrentabel, da die Betriebskosten für die 1984 bestehenden 130.000 Telefonzellen die Einnahmen von jährlich rund 250 Millionen DM überstiegen. Allerdings waren zu dieser Zeit noch rund 2,3 Millionen Haushalte in Westdeutschland auf Telefonzellen angewiesen, um telefonisch kommunizieren zu können. Mit der flächendeckenden Einführung privater Haushaltstelefone nahm die Bedeutung der Telefonzelle als Kontaktpunkt in der Bundesrepublik Deutschland aber stark ab.

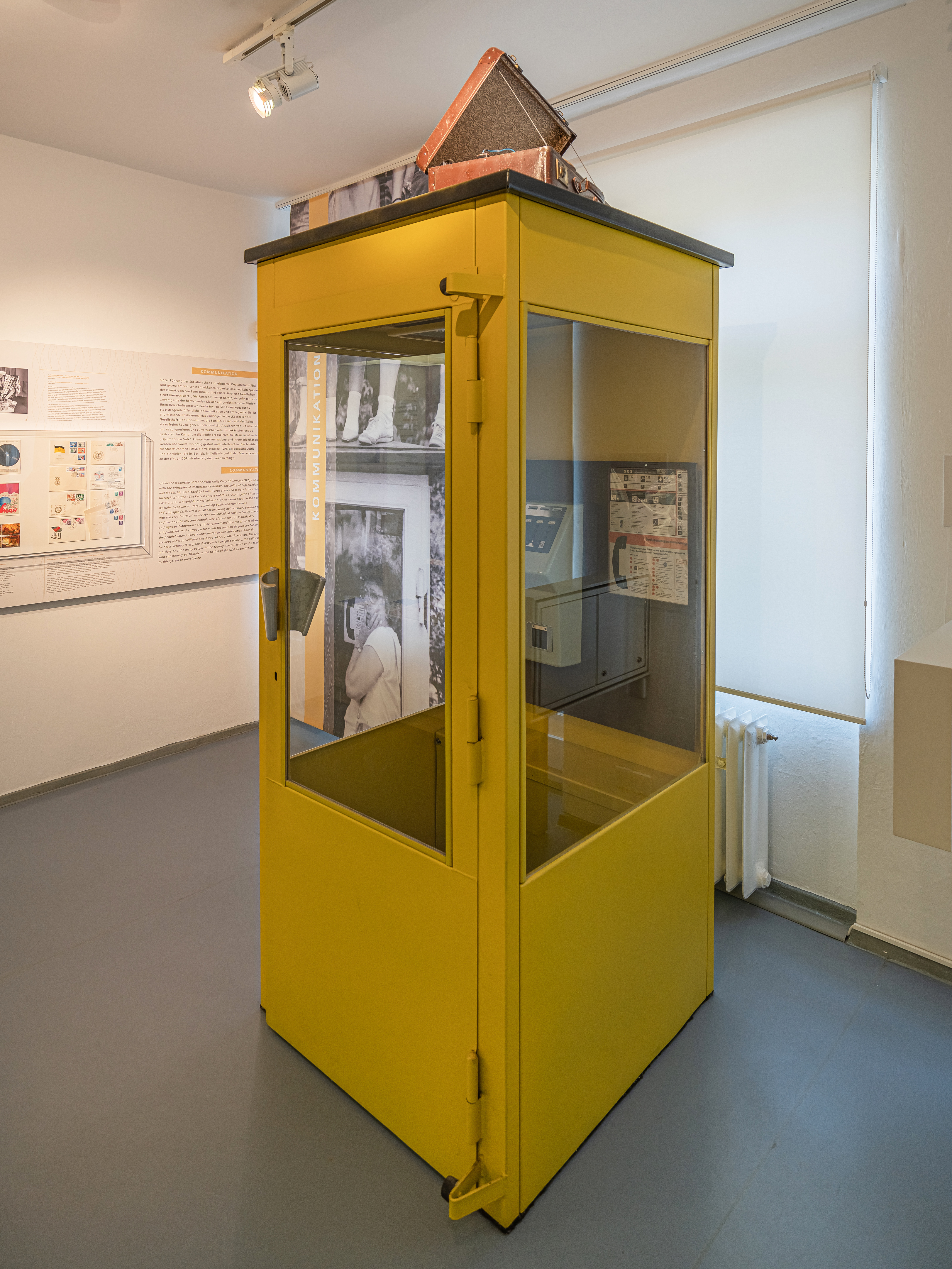
Telefonzelle aus der DDR
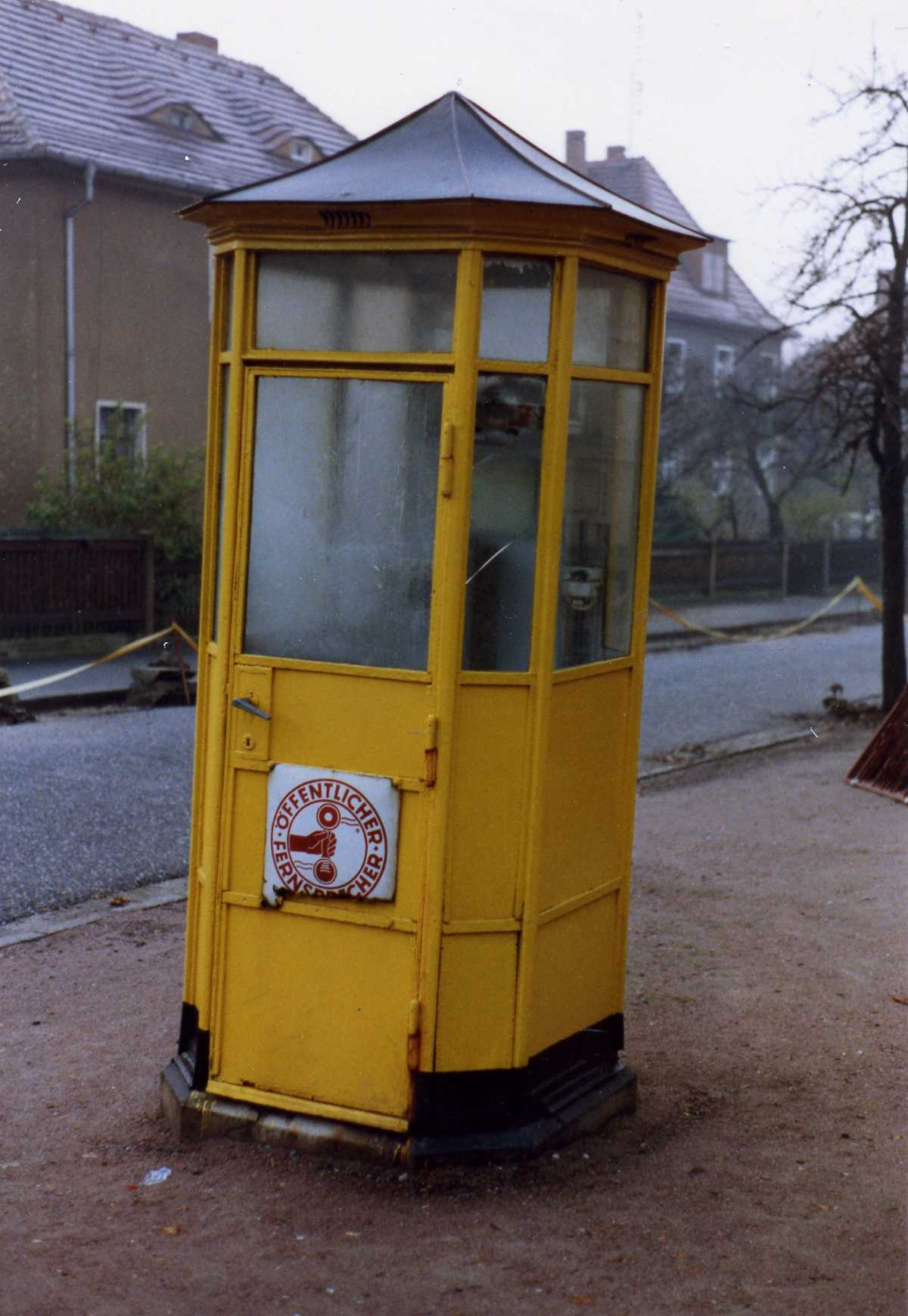
Telefonzelle in Radebeul, 1989

### Deutsche Telekom
Mit der Privatisierung der Post im wiedervereinigten Deutschland änderte sich das Corporate Design und die neu geschaffene Deutsche Telekom ersetzte die gelben Telefonzellen nach und nach durch grau-weiß-magentafarbene. Befürchtungen, wegen der neuen, unauffälligeren Farbgebung würden die Telefone im Notfall nicht gefunden und die Alarmierung von Rettungskräften könnte sich verzögern, da mehr Zeit für die Suche der Telefonzellen aufgewendet werden müsse, zerstreuten sich mit der allgemeinen Verbreitung von Mobiltelefonen.
Seit dem Wegfall des Telekommunikationsmonopols in Deutschland stellen auch andere Anbieter Telefonzellen auf. Sie beschränkten sich jedoch meist auf ausgesuchte, lukrative Standorte wie Fußgängerzonen in Großstädten. Dort werden neben den „normalen“ Telefonzellen seit Ende der 2000er Jahre auch so genannte Multimedia-Terminals aufgestellt. An diesen können über einen Touchscreen weitere Dienste wie Internet und SMS-Versand oder lokale Informationen wie Hotelverzeichnis oder Busfahrpläne abgerufen werden.
Wegen des raschen Anwachsens der Handynutzung – 2015 gab es 112 Millionen Mobilfunkanschlüsse in Deutschland – wurden die ortsgebundenen öffentlichen Fernsprecher unrentabel. Münzfernsprecher, deren monatlicher Durchschnittsumsatz unter 50 Euro liegt, werden von der Telekom mit Zustimmung der betroffenen Gemeinde abgebaut. Um die „Grundversorgung im Bereich öffentliche Telefonie“ zu gewährleisten, muss die Gemeinde jedem Abbau zustimmen und die Bundesnetzagentur informiert werden. Gegebenenfalls werden die Telefonzellen durch einfache Telefonsäulen ersetzt, die „Basistelefone“ genannt werden. „Das Basistelefon ist kostengünstiger im Unterhalt, es braucht keine Stromversorgung, ist nicht in einer Zelle untergebracht und hat keine Verkleidung. Der Nachteil ist allerdings, dass der Benutzer ohne Zelle und Verkleidung nicht vor Wind und Wetter geschützt ist. Außerdem kann das Basistelefon nur mit Telefon- und Geldkarten bedient werden, denn Münzautomaten funktionieren nur mit Strom.“ (Udo Harbers, Sprecher der Telekom für die Region Süd). Auf diese Weise wurde bis 2008 bereits ein Fünftel der 80.000 damals unterhaltenen Telefonzellen durch Basistelefone ersetzt. Rund 40 Prozent aller öffentlichen Telefone der Deutschen Telekom waren Ende der 2000er Jahre noch Münztelefone, die neben Euromünzen und Telefonkarten noch D-Mark akzeptierten. Hiermit war ein Preisvorteil verbunden, da die alten Münzen zum Kurs 1:1 akzeptiert wurden.
Gemäß dem Versorgungsauftrag, den die Telekom erfüllen muss, müssen in Stadtgebieten öffentliche Telefone „schnell zu Fuß“ erreichbar sein, was laut Versorgungsauftrag einen Entfernungsradius von ungefähr 2,5 Kilometern bedeutet. 1997 gab es in Deutschland noch 165.000 öffentliche Telefonstellen (überwiegend als gelbe und graue Telefonhäuschen).

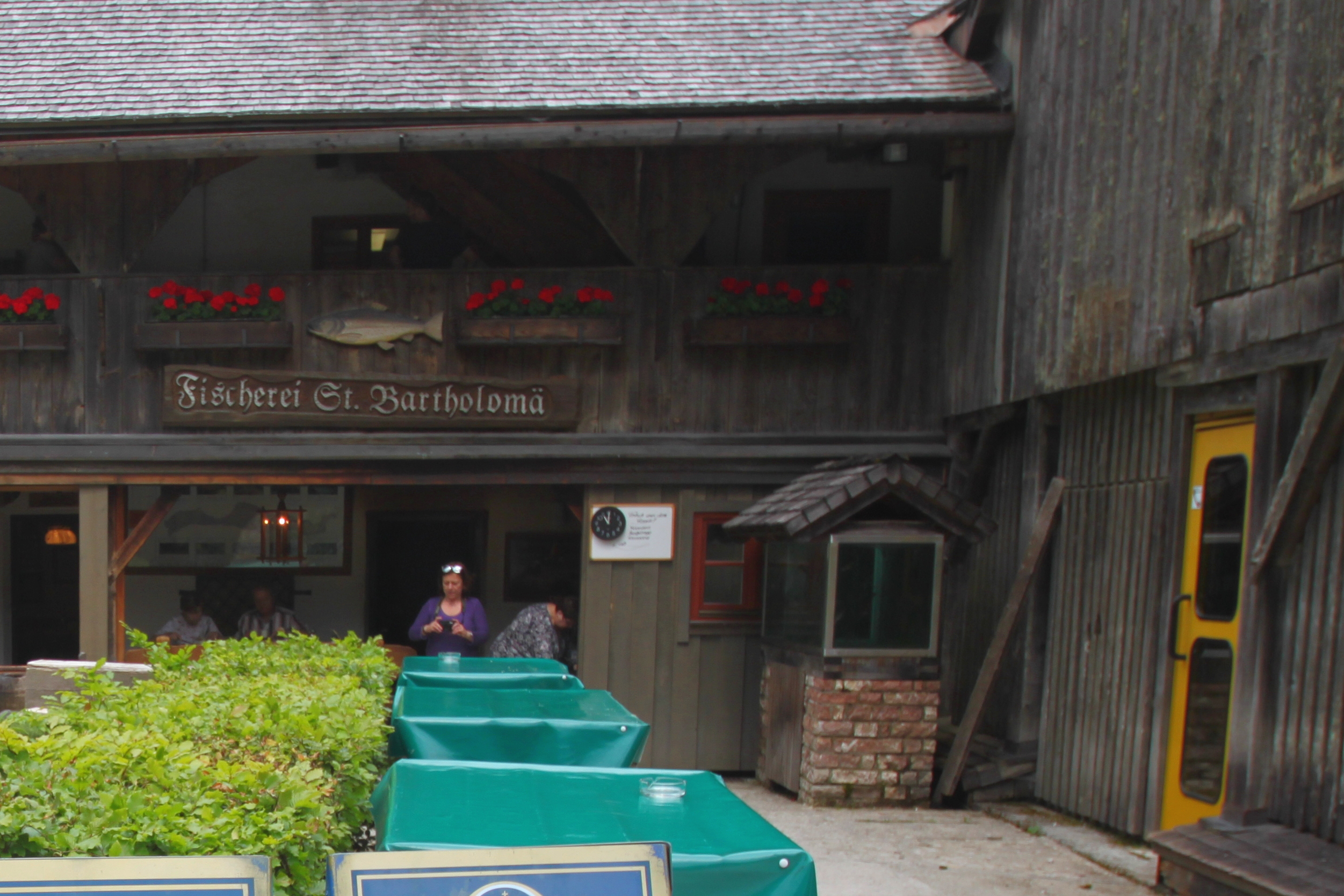
Das letzte gelbe Telefonhäuschen auf St. Bartholomä war aus Denkmalschutzgründen im Bootshaus integriert.

Nach Angaben der Telekom stand das letzte gelbe Telefonhäuschen vom Typ TelH78 aus der Zeit der Deutschen Bundespost in Bayern im Wallfahrtsort St. Bartholomä am westlichen Ufer des Königssees und wurde im Oktober 2018 abgebaut.
Seit etwa 2011 werden ausrangierte Telefonzellen als öffentliche Bücherschränke zum Tauschen von Büchern genutzt.
Seit Mitte der 2010er Jahre sind nur noch wenige TelH aufgestellt. Zumeist handelt es sich bei Öffentlichen Telefonen um sogenannte Telefon-Stationen (TelS), welche nur noch eine säulenartige Tragekonstruktion mit dem Telefonmodul besitzen. Einige Stationen besitzen darüber hinaus eine Überdachung und seitlich ein bis zwei Glasscheiben als Wetterschutz. In der Dunkelheit kann man diese Stationen durch eine Magenta-farbene Beleuchtung erkennen.
Viele Telestationen wurden zusätzlich mit einer Mobilfunkantenne ausgestattet. Hierbei erhielten sie einen kleinen Anbau, für den meist die Wetterschutzscheiben entfernt wurden.
Darüber hinaus betreibt die Telekom noch so genannte Basistelefone. Sie haben lediglich einen Anschluss an das Telefonnetz, keine separate Stromversorgung. Diese Art dient vorrangig für Anrufe an 0800-Nummern und für Notrufe.
Ende 2021 entfiel mit einer Änderung des Telekommunikationsgesetzes der Versorgungsauftrag zur Versorgung der Bevölkerung mit Telefonzellen. Am 21. November 2022 wurde in Deutschland die Möglichkeit zur Münzzahlung eingestellt, Ende Januar 2023 auch die Zahlfunktion mit Telefonkarte. Die rund 12.000 verbliebenen öffentlichen Telefone sollen bis Anfang 2025 abgebaut werden. An einem Viertel der Standorte werden Telefonzellen zu Small Cells, kleinen Antennen zur Verstärkung der Mobilfunksignale, umgebaut.

## Anzahl der Telefonzellen
Die Telefonzellen wurden in der Unterhaltung durch das Wachstum des Mobilfunks unwirtschaftlicher und sind nahezu aus dem Ortsbild verschwunden. Es gab in Deutschland 2007 insgesamt (Telekom und Mitbewerber) etwa 110.000 Telefonzellen, 2008 waren es noch über 100.000, Ende 2009 rund 90.000 öffentliche Telefone der Telekom, Ende 2013 noch 48.000, davon 40.000 von der Telekom. Ende 2015 verblieben insgesamt 27.000, im Mai 2017 20.000, Anfang 2019 etwa 17.000 Telefonzellen Anfang 2020 16.350 Telefonzellen, und Anfang 2022 etwa 14.200 Telefonzellen. Öffentliche Telefone stehen vor allem auf Flughäfen und Bahnhöfen.

## Vandalismus

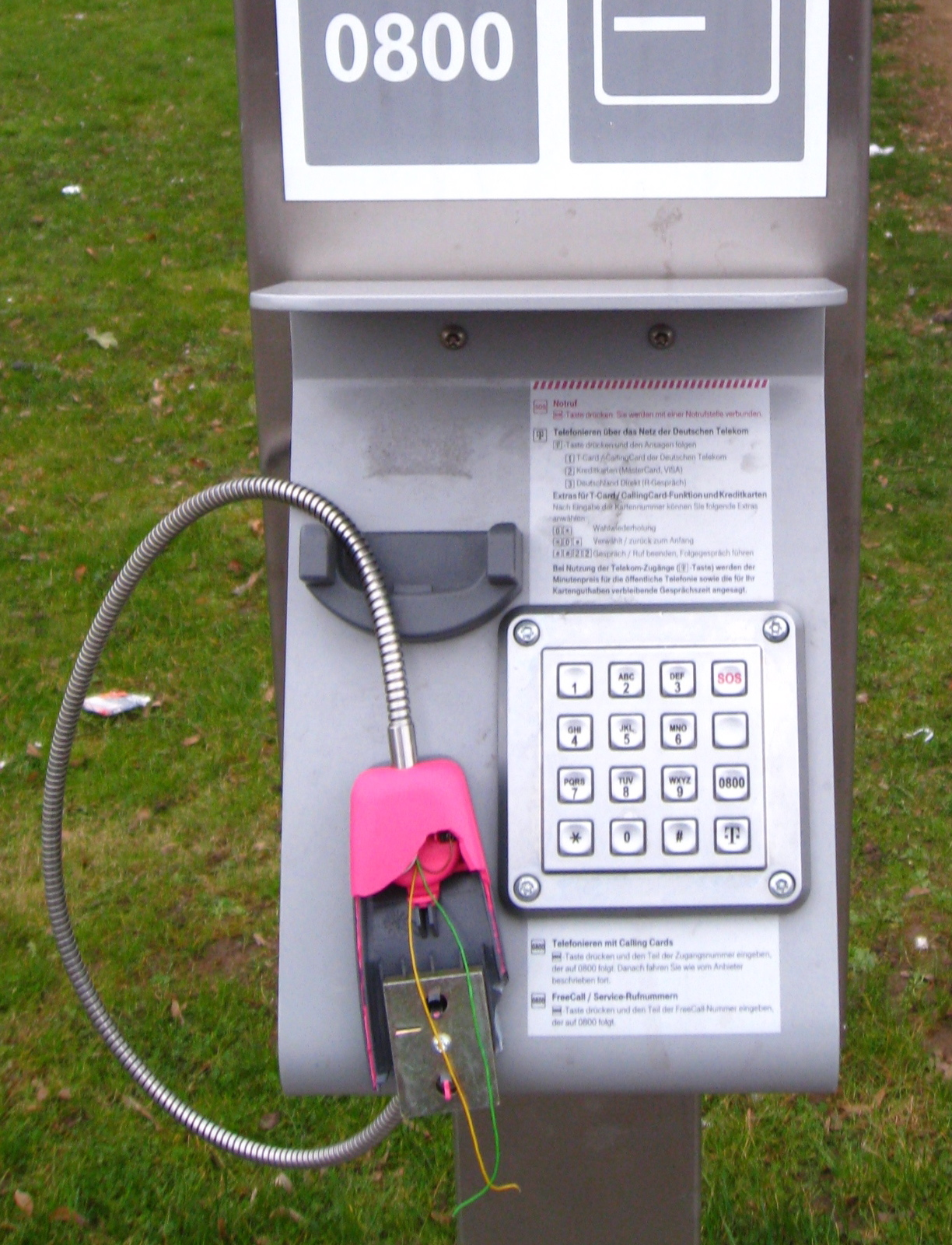
Vandalismus an einem Basistelefon mit „SOS-Taste“

Die Münzfernsprecher in Telefonzellen waren schon immer von Aufbrüchen und Vandalismus betroffen, was ihre Gestaltung beeinflusst hat. Einerseits hielten sie einen je nach Standort kleinen bzw. recht großen Betrag an Münzen bereit, der mitunter geplündert wurde, zum anderen sind es abgeschlossene Räume, die zweckentfremdet genutzt werden können. Die Einführung von Telefonkarten konnte die Zahl aufgebrochener Münzfernsprecher allerdings wirksam reduzieren. Bei allen öffentlichen Münzfernsprecher-Modellen, die ab den 1970er Jahren bei der Deutschen Bundespost eingeführt wurden, fiel das Münzgeld aus dem Fernsprecher in einen separaten Kassettenanbau bzw. stark gepanzerten Münztresor, der sich unter dem Gerät befand und in dem die Münzkassette eingesetzt war. Im Falle eines Aufbruchs wurde nicht mehr, wie bei den älteren Münzfernsprechern MünzFw 56, 63 und 57, der Apparat selbst zerstört.
Die hohen Kosten durch Vandalismus waren neben den Reinigungskosten und Stromkosten auch ein wesentlicher Grund, warum die Deutsche Telekom etwa seit dem Jahr 2000 dazu überging, Telefonzellen durch TeleStationen (in ihnen ist das Endgerät BluePhone und ein Tresor verbaut) zu ersetzen, die keinen Wind- und Lärmschutz mehr bieten. Optional gab es dazu ein kleines Dach und Seitenwände sowie eine Taschenablage. Seit 2003 wurden Telefonzellen-Standorte durch Telefone ersetzt, die weder Münzen noch Telefonkarten als Zahlungsmittel akzeptieren, sondern nur über Calling Cards und 0800-freecall-Rufnummern benutzt werden können. Diese „Basistelefone“ werden in Nordhausen gefertigt und sind im Wesentlichen ein handelsübliches Wandtelefon für den Außenbereich mit speziellem Gehäuse und abgewandelter Firmware. Diese Telefone sind sehr einfach ausgeführt, verfügen jedoch über Ferndiagnosefähigkeiten, um die Entstörung zu erleichtern. Um Vandalismus so weit wie möglich auszuschließen, verfügen sie weder über Anzeigeelemente noch über einen Kartenschlitz. Die Unterhaltungskosten für eine konventionelle Telefonzelle betragen 7500 Euro (ohne Wartungskosten), die für ein Basistelefon 500 Euro. Hauptgrund ist der fehlende Stromnetzanschluss.
Beispielhaft beliefen sich im Jahr 1982 die Vandalismusschäden an den damals 115.217 öffentlichen Münzfernsprechern auf rund 13,6 Millionen DM.
| Schaden                                 | Anzahl der Fälle |
| --------------------------------------- | ---------------- |
| Glasschäden                             | 18.000           |
| Gestohlene Hörer                        | 7.800            |
| Gestohlene Münzbehälter                 | 1.270            |
| Zerstörte Apparate                      | 287              |
| Zerstörte Telefonhäuschen               | 226              |
| Schäden an Wählscheiben und Halterungen | 49.000           |

Lange Zeit war es üblich, in einer Telefonzelle auch Telefonbücher des Aufstellungsortes zur Verfügung zu stellen. Die Bücher waren dabei in einer speziellen Vorrichtung drehbar aufgehängt. Normalerweise hing der Rücken des Buches nach oben, so dass die rückseitige Beschriftung lesbar war. So konnte das gewünschte Buch mit dem Schnitt nach oben gedreht und aufgeblättert werden. Diese Telefonbücher wurden allerdings oft mutwillig zerstört oder beschädigt (z. B. rissen die Benutzer einfach die Seite mit der gesuchten Nummer heraus wenn sie kein Schreibmaterial zum Notieren der Nummer zur Verfügung hatten), so dass man schließlich darauf verzichtete. Als Ausgleich für den Entfall der Telefonbücher kostete der Anruf bei der Telefonauskunft der Telekom von der Telefonzelle aus nur eine Gebühreneinheit.

## Notrufmelder

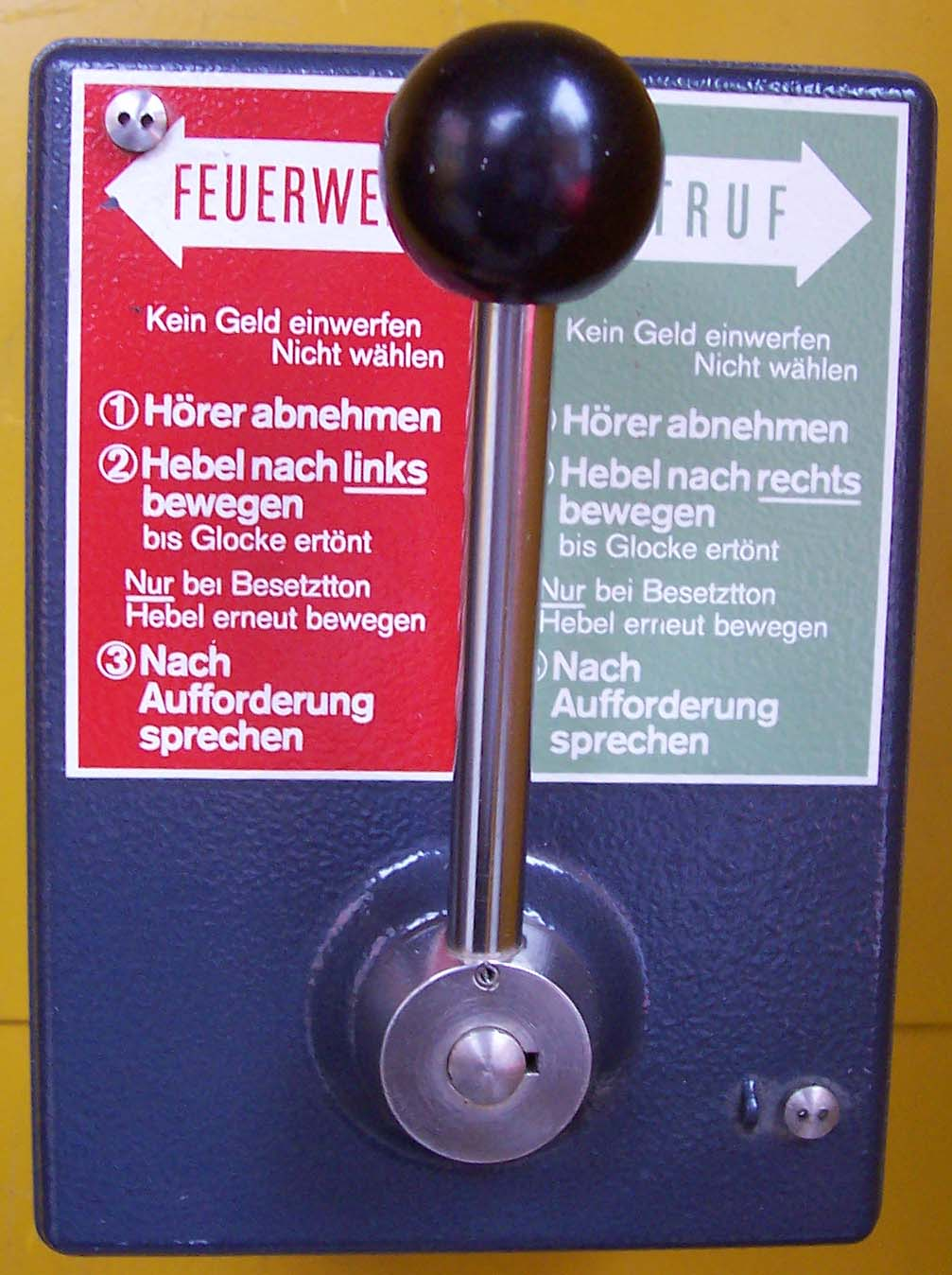
Notrufmelder in deutschen Telefonzellen. Hebel nach links: Feuerwehr. Hebel nach rechts: Notruf (Polizei)

Notrufmelder (NRM) waren ab den 1970er Jahren notwendig geworden, nachdem die Leitung des Münzfernsprechers erst mit Einwurf einer Münze „frei“ wurde. Da Notrufe aber auch ohne Münzen möglich sein sollten, stattete man in der Bundesrepublik die Telefonzellen mit Notrufmeldern aus.
Durch das Umlegen des Hebels wurde über eine Nockensteuerung, also selbst bei Stromausfall, eine Verbindung zur nächsten Polizeidienststelle oder Leitstelle der Feuerwehr aufgebaut. Der NRM wählte außerdem eine Standortkennung nach, die bei der Dienststelle angezeigt wurde. Dadurch war automatisch der Standort bekannt, von dem der Notruf kam, ohne dass der Benutzer das telefonisch erklären musste.
In den zuletzt verwendeten Telefonzellen war ein eigener Notrufmelder nicht mehr notwendig, da die Notrufnummern direkt ohne Münzeinwurf oder Telefonkarte gewählt werden konnten oder – wie beim Basistelefon – über eine spezielle „SOS-Taste“ erreichbar sind (siehe Bild Basistelefon). Diese „SOS-Taste“ wurde bei neueren Basistelefonen nach 2009 (vermutlich aufgrund Missbrauchs) nicht mehr verbaut. Kostenlose Notrufe mittels Wahl der Nummern 112 und 110 waren dennoch weiterhin möglich.

## Missbrauch von Notrufen
Nicht selten wurden Telefonzellen für die vorsätzliche Fehlalarmierung von Polizei und Feuerwehr missbraucht. Demgegenüber sind sowohl Feuerwehren als auch die Polizei gesetzlich verpflichtet, jedem Notruf nachzugehen. Der Mißbrauch von Notrufen wird in Deutschland mit Freiheitsstrafe bis zu einem Jahr oder mit Geldstrafe geahndet.